# Estadio Huancayo
El Estadio Huancayo es un estadio de fútbol ubicado en el barrio de Ocopilla, ciudad de Huancayo, en el departamento de Junín, Perú. Se encuentra ubicado a 3259 m s. n. m., posee una capacidad para 20 000 espectadores (10 000 occidente y 10 000 oriente) y posee luz artificial.

## Historia
En 1963, durante el primer gobierno de Fernando Belaúnde, se expidió la Ley N.º 14700,  impulsada por el diputado aprista Alfredo Sarmiento Espejo, que declaró de interés nacional la realización de diversas obras en la ciudad de Huancayo y el departamento de Junín, creándose para ello impuestos específicos. Como consecuencia de esa ley, se construyeron importantes obras en Huancayo como el Centro Cívico ubicado en la plaza Huamanmarca, los mercados Modelo y mayorista, la Iglesia de la Inmaculada y el estadio, para cuyo efecto se tuvo que expropiar los terrenos del antiguo "Estadio Edilberto Chávez" y sus adyacentes. Posteriormente, se generó una confusión al otorgar la autoría al senador por Junín Ramiro Prialé.
Su antiguo nombre era «IV Centenario»; pero, al retornar la ciudad de Huancayo al fútbol profesional, de la mano del Deportivo Wanka, en 2000, se le cambió al nombre que lleva actualmente.

## Uso
En este recinto juega de local el club Sport Huancayo, de la primera división peruana. También lo hizo el ADT, el Deportivo Wanka, el Atlético Minero, Unión Minas, Sport Áncash y el Deportivo Junín. Durante algún tiempo, el gramado estuvo en malas condiciones. Afortunadamente, gracias al convenio entre el IPD y la Corporación Backus & Johnston, el campo fue reacondicionado para la práctica del fútbol profesional. También fueron mejorados todos los servicios del estadio.
El estadio es utilizado por los equipos de la ciudad en sus encuentros de la primera división del Perú, segunda división del Perú y Copa Perú, Copa Bicentenario y también por algunos equipos peruanos en torneos internacionales como la Copa Libertadores o la Copa Sudamericana. El 16 de septiembre de 2008, debutó como estadio internacional con el encuentro entre Sport Áncash y Ñublense de Chile, en la primera fase de la Copa Sudamericana 2008, con un marcador a favor del club ancashino por 4-0. Por la primera fase de la Copa Libertadores 2012, se estrenó la iluminación artificial del estadio con el empate de 1-1 entre Sport Huancayo y Arsenal Fútbol Club. El miércoles 18 de diciembre, albergó la final de 2013, el encuentro entre el Real Garcilaso y Universitario de Deportes, el club merengue se llevó el título vía penales, por 5-4, después de empatar 1-1, en el cual asistieron 15 200 espectadores, lo cual fue la asistencia y recaudación más grande de su historia deportiva.

## Partidos internacionales
| Fecha     | Local               | Resultado | Visitante            | Competición            |
| --------- | ------------------- | --------- | -------------------- | ---------------------- |
| 29-7-1976 | Deportivo Junín     | 0-0       | Talleres             | Amistoso               |
| 16-9-2008 | Sport Áncash        | 4-0       | Ñublense             | Copa Sudamericana 2008 |
| 22-9-2010 | Sport Huancayo      | 2-0       | Defensor Sporting    | Copa Sudamericana 2010 |
| 31-1-2012 | Sport Huancayo      | 1-1       | Arsenal              | Copa Libertadores 2012 |
| 31-7-2013 | Sport Huancayo      | 1-3       | Emelec               | Copa Sudamericana 2013 |
| 12-2-2014 | Real Garcilaso      | 2-1       | Cruzeiro             | Copa Libertadores 2014 |
| 11-3-2014 | Real Garcilaso      | 1-2       | Universidad de Chile | Copa Libertadores 2014 |
| 1-4-2014  | Real Garcilaso      | 0-2       | Defensor Sporting    | Copa Libertadores 2014 |
| 18-8-2016 | Sport Huancayo      | 1-0       | Deportivo Anzoátegui | Copa Sudamericana 2016 |
| 15-9-2016 | Sport Huancayo      | 1-1       | Sol de América       | Copa Sudamericana 2016 |
| 9-5-2017  | Sport Huancayo      | 2-1       | Nacional Potosí      | Copa Sudamericana 2017 |
| 1-6-2017  | Comerciantes Unidos | 1-1       | Boston River         | Copa Sudamericana 2017 |
| 8-3-2018  | Sport Huancayo      | 3-0       | Unión Española       | Copa Sudamericana 2018 |
| 18-4-2019 | Sport Huancayo      | 1-1       | Montevideo Wanderers | Copa Sudamericana 2019 |
| 25-2-2020 | Sport Huancayo      | 0-0       | Argentinos Juniors   | Copa Sudamericana 2020 |
| 9-3-2022  | Ayacucho FC         | 2-0       | Sport Boys           | Copa Sudamericana 2022 |
| 7-2-2023  | Sport Huancayo      | 2-1       | Nacional             | Copa Libertadores 2023 |

## Finales de torneos y definiciones
| Fecha      | Local          | Resultado | Visitante        | Competición                       |
| ---------- | -------------- | --------- | ---------------- | --------------------------------- |
| 16-12-2007 | Sport Águila   | 2-0       | Juan Aurich      | Final Copa Perú 2007 (ida)        |
| 18-12-2013 | Universitario  | 1(5)-1(4) | Real Garcilaso   | Campeonato Descentralizado 2013   |
| 6-5-2018   | Sport Huancayo | 1-1       | Sporting Cristal | Final Torneo de Verano 2018 (ida) |